# Петрен, Анн
Анна Луиза Мария Петрен (швед. Ann Louise Maria Petrén; род. 25 мая 1954, Вестерос) — шведская актриса, двукратная обладательница премии «Золотой жук» за лучшую женскую роль.

## Биография
Анн Петрен родилась в семье металлурга Фольке Петрена и Мод Якобссон. В школе посещала театральный кружок. В 1976 году поступила в театральной школу Мальмё, через год уже играла в пьесах местного театра Teater 23. По окончании обучения в 1979 году вернулась в Вестерос, где семь лет работала в городском театре.
В 1986 году по приглашению Норрботтенстеатерн переезжает в Стокгольм. Затем играла в премьерной постановке пьесы Teaterterroristerna (1985) в театре Boulevardteatern под руководством режиссёра Микаэла Сегерстрёма. В 1988 году поступила в постоянную труппу Стокгольмского городского театра. Здесь одной из наиболее примечательных работ актрисы стал моноспектакль Vit, rik, fri (2010), написанный и поставленный специально для неё Кристиной Узунидис.

### Кино
В кинематографе дебютировала в 1984 году. В 2004 удостоена премии «Золотой жук» за роль в фильме Om jag vänder mig om. Вскоре после этого награждена премиями Ярла Кулле Кулле, Шведской ассоциации театральных критиков и премией Guldsolen, учреждённой каналом TV4. В 2005 снова номинирована на премию «Золотой жук» за фильм Masjävlar, но второй раз признана лучшей киноактрисой Швеции в 2012 году за роль в фильме Happy End. В 2011 награждена премией газеты «Дагенс нюхетер». В 2015 году удостоена медали Литературы и искусств и премии Пера Ганневика.

### Прочее
В 2011 году была ведущим радиопрограммы Sommar i P1.
С 2002 года замужем за музыкантом Бенгтом Бергером.

## Награды и премии
- 2004 — премия кинофестиваля «Фестроя[англ.]»[3];
- 2004 — премия «Золотой жук» лучшей актрисе за роль Аниты в фильме Om jag vänder mig om[4];
- 2004 — премиями Ярла Кулле;
- 2004 — премия Шведской ассоциации театральных критиков;
- 2004 — премия Guldsolen канала TV4;
- 2008 — премия Вивеки Сельдаль[3];
- 2011 — премия газеты «Дагенс нюхетер»[4];
- 2012 — премия «Золотой жук» лучшей актрисе за роль Юнны в фильме Happy End[4];
- 2015 — медаль Литературы и искусств[5];
- 2015 — Премия Пера Ганневика.

## Избранная фильмография
- 1986 — Bröderna Mozart
- 1986 — I lagens namn
- 1986 — Teaterterroristerna
- 1991 — Sista vinden från Kap Horn
- 1992 — Min store tjocke far
- 1994 — Bara du & jag
- 1995 — Den täta elden (телесериал)
- 1998 — Kvinnan i det låsta rummet (телесериал)
- 1999 — Mamy Blue
- 2000 — Den bästa sommaren
- 2000 — Brott§våg (телесериал)
- 2001 — Kvinna med födelsemärke (телесериал)
- 2001—2002 — Olivia Twist (телефильм)
- 2002 — Gåvan
- 2002 — Utanför din dörr
- 2002 — Taurus (телесериал)
- 2002 — Olivia Twist (телесериал)
- 2003 — Om jag vänder mig om
- 2003 — Number One
- 2003 — Belinder auktioner (телесериал)
- 2004 — Masjävlar
- 2004 — Graven (телесериал)
- 2005 — Mun mot mun
- 2005 — Coachen (телесериал)
- 2005 — Kvalster (телесериал)
- 2006 — Möbelhandlarens dotter (телесериал)
- 2006 — Örnen (телесериал)
- 2006 — LasseMajas detektivbyrå (телесериал)
- 2007 — Beck — Gamen
- 2008 — Maria Larssons eviga ögonblick
- 2008 — Om ett hjärta (телесериал)
- 2008 — Habib (телесериал)
- 2009 — Havet
- 2009 — Olof 1440 min (короткометражный фильм)
- 2010 — Fröken Märkvärdig & Karriären (телесериал)
- 2011 — Åsa-Nisse — wälkom to Knohult
- 2011 — Happy End
- 2011 — Anno 1790 (телесериал)
- 2012 — Bättre Ränta
- 2013 — Kilimanjaro
- 2013 — Eskil och Trinidad
- 2014 — Hallåhallå
- 2014 — Welcome to Sweden (телесериал)
- 2015 — Bron (телесериал)
- 2015 — Tjugonde — Mattias Alkberg (музыкальное видео)
- 2015—2017 — Jordskott (телесериал)
- 2016 — Flickan, mamman och demonerna
- 2017 — Hunden
- 2017—2018 — Bonusfamiljen (телесериал)

## Избранные театральные работы
| Год  | Роль                       | Спектакль автор                          | Режиссёр         | Театр                         |
| ---- | -------------------------- | ---------------------------------------- | ---------------- | ----------------------------- |
| 1990 | Елена, графиня де Кеффельд | «Кин» Александр Дюма-отец                | Ян Мегерд        | Стокгольмский городской театр |
| 2009 | —                          | «Публика» Федерико Гарсиа Лорка          | Сюзанна Остен    | Гётеборгский городской театр  |
| 2010 | —                          | «Август: Графство Осейдж» Трейси Леттс   | Петер Далле      | Гётеборгский городской театр  |
| 2014 | —                          | I Annas garderob Анн-София Барани        | Сюзанна Остен    | Гётеборгский городской театр  |
| 2017 | Фру Флод                   | «Жители острова Хемсё» Август Стриндберг | Стефан Мец       | Культурхусет Стадстеатерн     |
| 2017 | Эстер                      | Den tatuerade änkan Ларс Молин           | Юнна Норденшёльд | Скалатеатерн                  |
| 2018 | Клэр                       | Jag är en annan nu Бьёрн Рунге           | Бьёрн Рунге      | Культурхусет Стадстеатерн     |